# Simosuchus clarki
Simosuchus clarki è un rettile estinto, appartenente ai crocodilomorfi, vissuto nel Cretaceo superiore (circa 75 milioni di anni fa) in Madagascar.

## Un coccodrillo dal muso quadrato

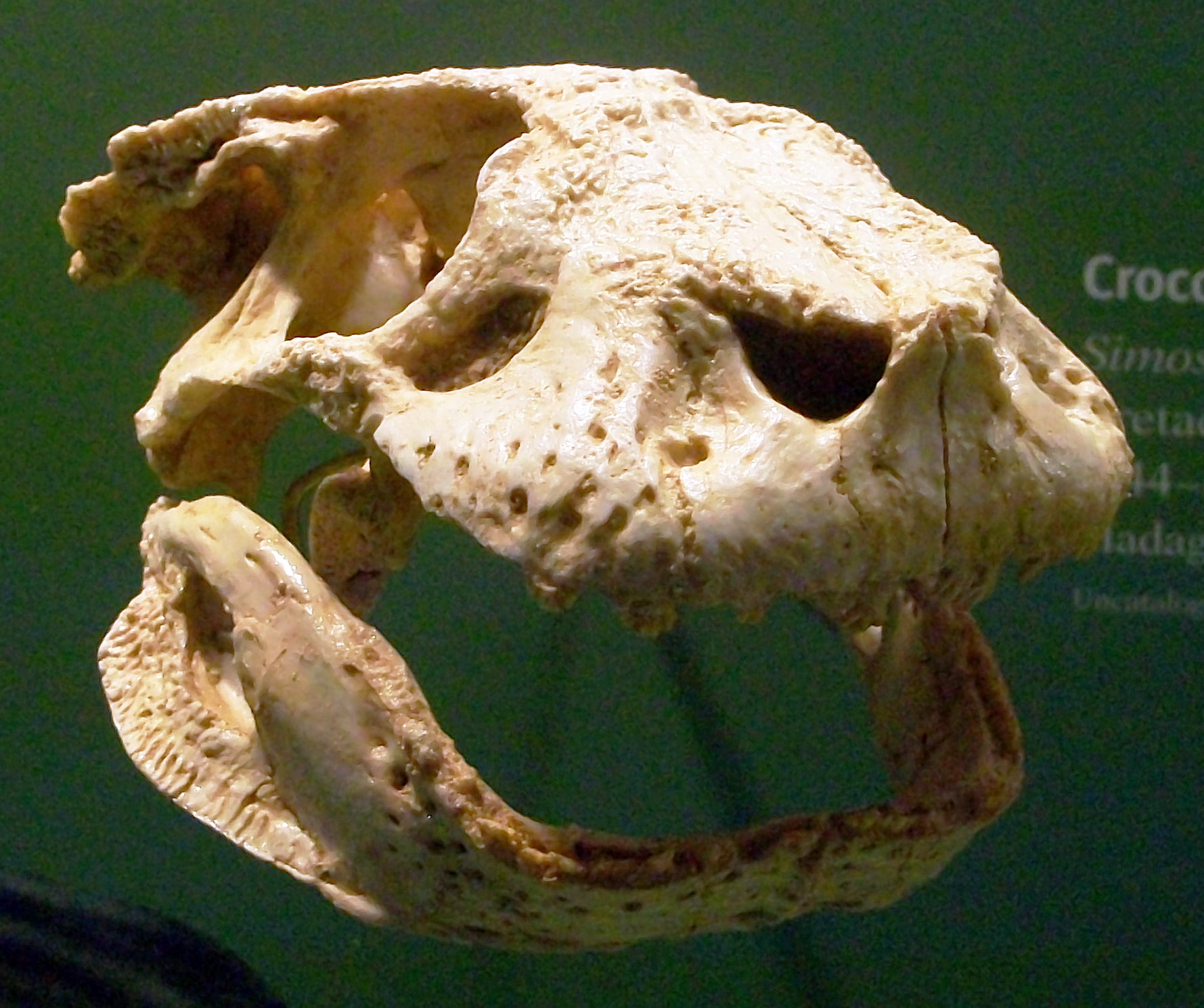
Cranio

Questo piccolo animale (era lungo circa un metro) aveva un aspetto stranissimo: il cranio era corto e a forma di scatola, dotato di strani denti a foglia d'acero (o anche a forma di chiodo di garofano); queste caratteristiche mal si conciliavano con una dieta a base di carne. I paleontologi, in effetti, pensano che il simosuco fosse un coccodrillo erbivoro, che si muoveva per la maggior parte del tempo sulla terraferma grazie alle lunghe zampe.

## Ambiente
Questo curioso rettile, il cui nome significa "coccodrillo dal muso rincagnato", viveva in un ambiente popolato da dinosauri carnivori di grossa taglia (Majungasaurus) e piccola taglia (Masiakasaurus), così come da uccelli (Vorona), piccolissimi dinosauri - uccelli (Rahonavis), ma anche giganteschi sauropodi erbivori (Rapetosaurus) e grandi coccodrilli carnivori (Mahajangasuchus). I parenti di questo "coccodrillo" vanno ricercati tra i rappresentanti degli zifosuchi (Ziphosuchia), tra cui Chimaerasuchus, Baurusuchus e Notosuchus.